# Julodis variolaris
Julodis variolaris es una especie de escarabajo del género Julodis, familia Buprestidae. Fue descrita científicamente por Pallas en 1773.